# Cyphocarpa wilmsii
Cyphocarpa wilmsii är en amarantväxtart som beskrevs av Lopr.. Cyphocarpa wilmsii ingår i släktet Cyphocarpa, och familjen amarantväxter. Inga underarter finns listade i Catalogue of Life.